# Vil·la romana de Torre Llauder
La vil·la romana de Torre Llauder és un jaciment arqueològic del municipi de Mataró (Maresme), declarat bé cultural d'interès nacional.

## Accés
És al barri del Pla d'en Boet, a uns 1.300 metres del centre històric de la ciutat, a uns 600 m del traçat original de la Via Augusta, l'actual Camí del Mig, i a uns 500 m de l'actual línia de mar.

## Història
Pren el nom d'una casa pairal fortificada del segle xvii construïda al voltant d'una torre de defensa del segle xvi, la Torre Llauder. La primera excavació arqueològica professional, efectuada per Marià Ribas l'any 1961, va posar en relleu el valor dels rics mosaics que conservava, i el 1964, el jaciment va ser declarat Monumento Histórico Artístico de Interés Nacional. A final dels anys 1960, la urbanització dels entorns va implicar l'enderrocament de la Torre Llauder i el rebaix dels terrenys circumdants a la zona protegida legalment, amb la consegüent destrucció de la major part del jaciment. Des de l'any 1980, es troba tancat per una estructura arquitectònica coneguda com a Clos arqueològic de Torre Llauder, i el 2010, en el marc dels preparatius per al cinquantenari de la primera excavació que s'hi va efectuar, els mosaics van ser restaurats i protegits amb una carpa.
Es conserva una part de la zona residencial de la vil·la, amb diverses estances distribuïdes entorn d'un atri. Va ser edificada al segle i dC en els terrenys on hi havia hagut una cella vinaria, i va ser habitada fins al segle v, moment en què s'hi documenta un incendi, un conjunt d'esquelets i l'esfondrament de l'edifici a conseqüència de les flames.

## Troballes arqueològiques a Torre Llauder

### Primeres troballes
Els primers registres de les troballes arqueològiques als voltants de la Torre Llauder es remunten al segle xvii, quan Jeroni Pujades les menciona a la seva Crònica Universal del Principat de Catalunya. Posteriorment, al llarg del segle xviii es documenten diverses troballes fortuïtes a les finques dels voltants. Iniciat el segle xix, Alexandre de Laborde va fer referència a l'existència de rics mosaics a la zona a la seva publicació Voyage pintoresque et historique de l'Espagne (1806) en descriure el seu pas per Mataró amb les tropes napoleòniques. Uns anys més tard podem trobar referències a diverses troballes a la rodalia de la finca dels Llauder a la Historia de Cataluña y la Corona de Aragón (1860-1863), de Víctor Balaguer.

### Primeres excavacions arqueològiques exhaustives
El primer registre exhaustiu de les troballes de la vil·la romana de Torre Llauder el trobem a la Carta arqueológica de España-Provincia de Barcelona de Josep de Calassanç Serra i Ràfols, Martín Almagro i Joan Colomines, realitzada l'any 1945. Ara bé, els primers sondejos duts a terme amb metodologia arqueològica es van iniciar el dia 31 de març de l'any 1961 per Marià Ribas i els seus col·laboradors. Aquella primera intervenció ja va comportar el descobriment de les restes d'una habitació pavimentada amb un ric mosaic que va resultar ser l'atri de la vil·la.
Marià Ribas va continuar dirigint excavacions a Torre Llauder entre els anys 1961 i 1969. Les primeres excavacions ja van posar de manifest l'existència de les restes de les estances benestants d'una sumptuosa vil·la romana. Paral·lelament, es van dur a terme excavacions en altres indrets del jaciment, on s'havien produït moviments de terra previs al pla d'urbanització dels entorns amb la intenció de documentar el màxim de restes possibles per poder delimitar el jaciment. L'única documentació arqueològica relativa als espais destruïts a conseqüència de la urbanització del barri es conserva gràcies als diaris i notes que Marià Ribas va fer en aquell moment.

### Posteriors excavacions arqueològiques
Entre els anys 1970 i 1980 el jaciment restà en l'abandó, per ser excavat de nou entre els anys 1982-1985 i 1988-1989 en el marc de l'obertura del jaciment a la visita pública. Les últimes actuacions, dels anys 2006-2011 definirien el jaciment tal com el podem veure actualment.

### Línies actuals de recerca
Les campanyes, avui dia, encara han de continuar, perquè el jaciment que avui s'exposa és només una petita part del que segurament seria una vil·la encara més gran. Per tant, hi ha molta feina a fer encara, però és probable que les properes campanyes triguin a fer-se per la inversió econòmica que requereix. La directora de les excavacions, Carme Puerta, juntament amb la Generalitat de Catalunya i l'Ajuntament de Mataró, projecten eliminar tots els elements integrats al jaciment que no siguin originals (és a dir, creats durant les primeres excavacions) per tal de poder acostar-se a la idea original de la vil·la, sempre que l'extracció d'aquests elements no suposi un risc per al jaciment.
Tot i així, molts estudiants d'arqueologia de diverses universitats de Catalunya practiquen els seus coneixements en aquest jaciment. Hi ha encara dues zones principals que queden per excavar dins el clos: el peristil i l'esplanada de gespa de l'entrada.
Pel que fa al peristil, se sap que hi havia un jardí, tot i que els seus usos van anar variant al llarg del temps (s'hi ha trobat cendra, restes biològiques, humanes...), així doncs seria interessant reconstruir tot allò que encara desconeixem d'aquesta part, que a més, promet ser molt interessant.
Durant les últimes campanyes d'excavació es van descobrir llavors carbonitzades al peristil i amb les proves de radiocarboni 14 es podrà determinar quin tipus de vegetació hi havia.
Per altra banda, l'esplanada del davant (al solei), és probable que no tingui estructures construïdes, però no es pot descartar la troballa d'objectes, sobretot tenint en compte la proximitat amb les estructures del jaciment.
L'última campanya, que acabà a principis de l'any 2012, va consistir en la neteja de tots els mosaics i en la continuació de l'excavació del jaciment. També es van introduir elements clarificadors, com grava de colors.

## L'ocupació anterior a la vil·la: lacella vinaria
Els diferents estudis arqueològics fets a la zona han documentat l'existència d'un establiment rural romà on es conreava vinya, es produïa vi i es fabricaven les àmfores que el contenia, és a dir una cella vinaria. Entre el segle i aC i durant bona part del i dC, el vi que es produïa a la Laietània era molt apreciat, i s'exportava, entre d'altres, a ciutats com Roma, Pompeia; a la Gàl·lia, Britànnia, Germània i el nord d'Àfrica. Ha estat possible determinar l'existència d'aquest comerç gràcies a les troballes de restes d'àmfores procedents de la Tarraconense en diversos jaciments arqueològics d'aquestes localitzacions.
Les diverses campanyes arqueològiques han permès documentar l'existència de diverses estructures d'aquest període, com un conjunt de forns, abocadors i restes de mur entre d'altres. Aquest establiment restà en funcionament, aproximadament, fins a una data imprecisa entre l'any 15 aC i el canvi d'era.

### Els forns
Fins al moment s'han pogut documentar un total de quatre forns de terrissa. Tres d'ells ja van ser documentats per Marià Ribas als anys 60 del segle XX i el quart va ser descrit en les excavacions efectuades als anys 80. En l'actualitat només se'n conserven dos a causa de la destrucció de gran part del jaciment. D'aquests, un està molt malmès i l'altre, el trobat més recentment, està situat sota el triclini.
Un dels forns estava destinat a la cocció d'àmfores i hauria estat possible coure'n en una mateixa fornada, entre 110 i 120, o fins i tot el doble si els recipients es disposaven superposats en dos nivells. S'han trobat restes d'àmfores procedents d'aquest jaciment a Balears, a França i a Itàlia. A part d'àmfores també s'han documentat treballs en terrissa i vidre d'aquesta època al jaciment.
Marià Ribas va interpretar un dels forns, connectat directament amb l'atri per la banda sud, com a forn de pa i paral·lelament com un sistema de calefacció d'una sala annexa, que ell va considerar que s'utilitzava com a bany.  En variar la interpretació d'aquesta sala annexa durant les excavacions dels anys 1980, la funció del forn deixaria de ser la proposada per Marià Ribas.

### Abocadors de terrissa
L'any 2010 es va localitzar un abocador de terrissa de grans dimensions al sector est de la casa, a l'actual peristil. Aquest abocador estava reomplert de restes de maons, àmfores, vaixella de tipus terra sigillata, i també argiles i sorra. Es creu, doncs, que es tractava d'un espai d'abocador de restes dels forns, cendres, materials defectuosos, etc. en aquest primer període constructiu de la vil·la.

### Estructures de lacella vinaria
A part dels abocadors, les excavacions del peristil van posar al descobert diferents estructures constructives que es va associar al període de la cella vinaria. Entre les estructures s'hi va trobar una pedra piramidal que podria correspondre al contrapès d'una premsa, i grans lloses de pedres sobre un llit de pedres més petites que s'han interpretat com els fonaments d'una premsa per fer vi. Ja als anys 60 del segle xx, Marià Ribas va documentar un conjunt de dipòsits recoberts amb opus signinum, un morter impermeable que es van interpretar com a dipòsits per a decantar-hi argila.

## La construcció de la vil·la
Un cop la cella vinaria va deixar de ser utilitzada es va construir una vil·la suburbana al mateix solar. Va ser construïta durant la primera època imperial, al segle i aC. Per les característiques devia ser la residència d'un ric propietari, residència de la família i el seguici esclaus. Una inscripció trobada el relaciona amb Caius Marius Aemilianus, fill de Lucius, de la tribu Aniensis, barcelonès immune, aristòcrata de Bàrcino, amb propietats a Iluro (Mataró).
La vil·la romana de Torre Llauder tenia un total de 17.000 m² de superfície edificada. Es coneix que la finca estava organitzada en tres terrasses, sent la més alta de les tres l'ocupada per la pars urbana de la vil·la, la part habitada pels propietaris i actualment l'única conservada. La part conservada de la vil·la consta d'un atri, les estances senyorials (dues de les quals han estat interpretades com un triclini i un tablinum), els banys, les latrines i els peristils.

### Atri

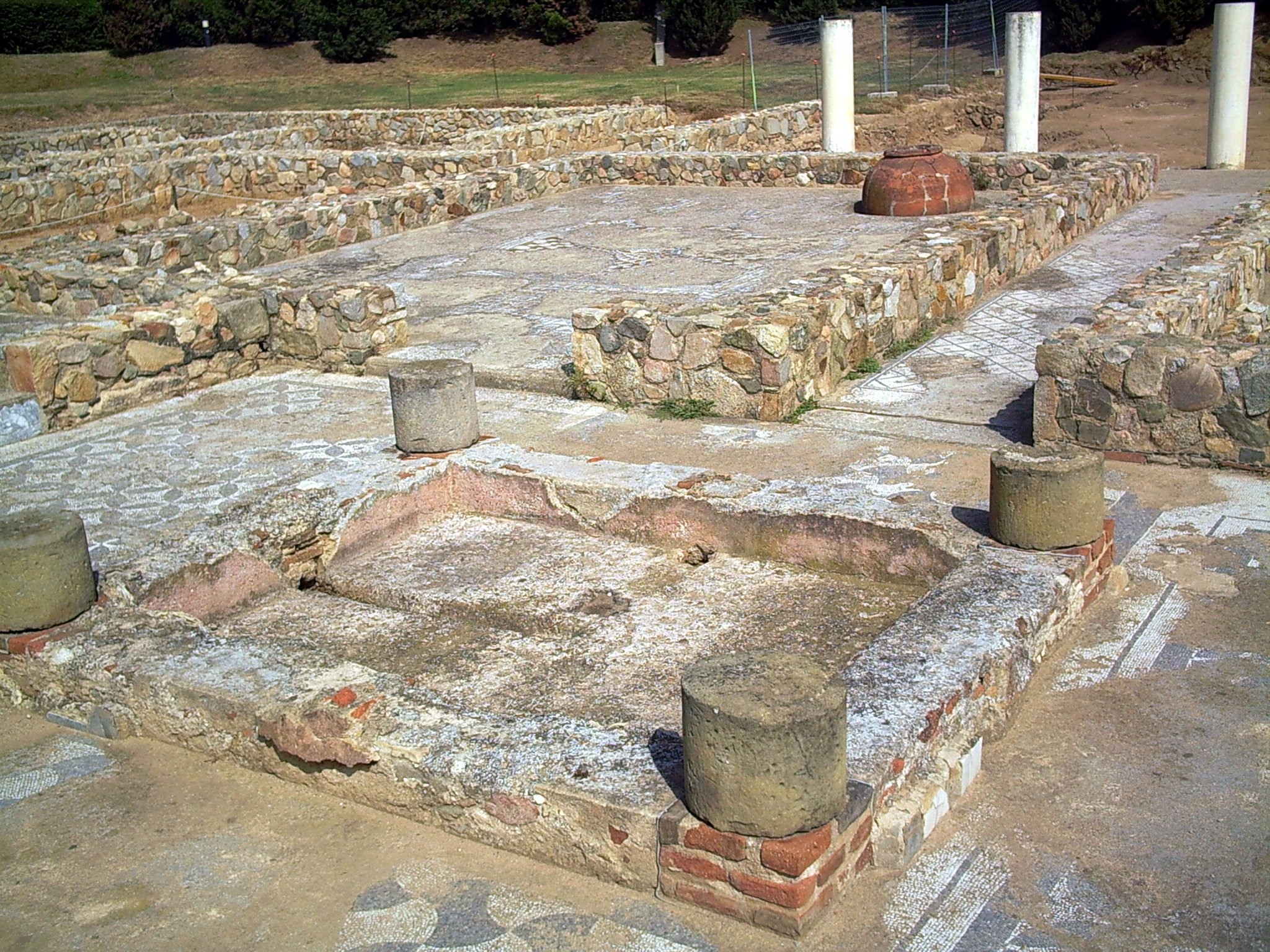
Atri (atrium), amb l'impluvium en primer pla. Al fons a la dreta, el passadís (fauces) que porta al pati enjardinat (hortus).

La primera estança que Marià Ribas va trobar al jaciment va ser identificada com un atri decorat amb mosaics formats per tessel·les blanques i negres que formen un dibuix geomètric a base de cercles i aspes emmarcats per una faixa. L'atri de la vil·la romana de Torre Llauder comunicava directament amb un mínim de tres sales nobles i amb un peristil; i, a través d'un passadís, s'accedia igualment a un segon peristil.
Al centre de l'atri s'hi troben les restes d'un impluvium que conserva el desguàs, i també una petita canalització inferior que indicaria la presència d'una font ornamental o un brollador. Els murs d'aquest impluvium, a més, tenien una alçada d'uns 0,35 metres i suportaven les bases de quatre columnes que sostenien el sostre. Contràriament, Marià Ribas va documentar els senyals d'un total de sis pilastres quadrades a l'impluvi. L'interior dels murs està revestit d'opus signinum.

### Estances

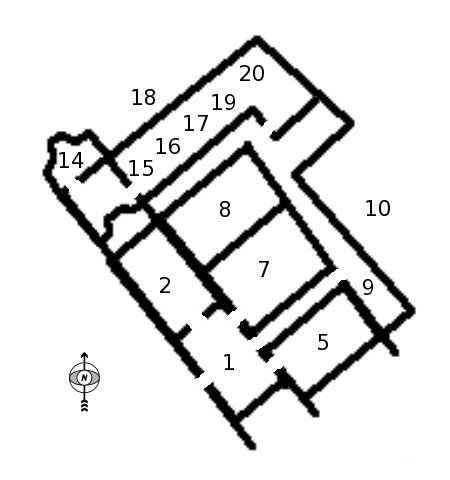
Numeració:
1 Atrium
2 - 8 Sales (dC)
2 Basílica paleocristiana (dC)
6 fauces (passadís, no numerat, situat entre les sales 5 i 7)
9 Peristil
10 Hortus (jardí)
14 Frigidarium
15 Tepidarium
16 Caldarium
17 Habitació de servei
18 Clavegueres
19 Habitació de servei
20 Latrinae

Al voltant de l'atri han estat documentades un conjunt de sales amb funcions diverses. Funcions que, a més, van anar variant amb el temps. Són les més ben conservades i es troben pavimentades amb mosaics amb motius geomètrics i vegetals. El sector residencial de la vil·la està datat al segle i dC. Els mosaics són del segle ii dC.

#### Aula 1.Tablinum
La sala ubicada al nord de l'atri ja va ser identificada per Marià Ribas com a tablinum. Disposava d'una porta amb columnes d'obra encastades i un graó de marbre. Es troba decorada amb un mosaic policrom en el qual destaca un cercle central de 5,5 metres de diàmetre amb formes hexagonals, romboides, quadrades i triangulars al seu interior. Es compon de dibuixos amb motius florals. Pel que fa a l'hexàgon central ja en va desaparèixer la decoració en època romana.
En època tardoromana, es va ampliar aquesta sala amb un afegit en forma semicircular, molt corrent a partir del segle ii. Precisament aquesta forma semicircular, semblant a un absis, i la desaparició del motiu central del mosaic d'aquesta habitació va fer pensar, durant molt de temps, que es tractava d'una estança que hauria canviat d'ús convertint-se en una basílica paleocristiana.

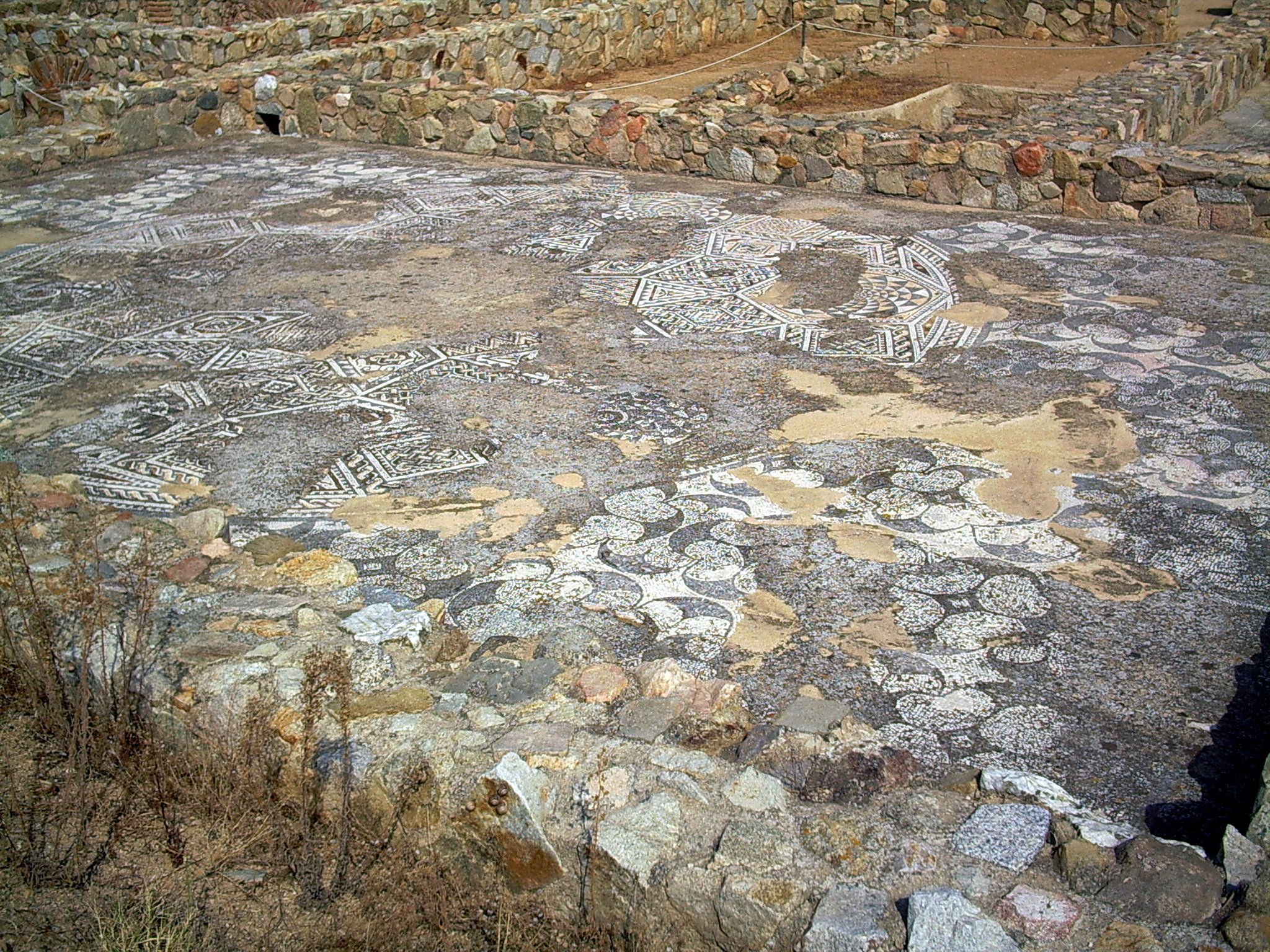
Mosaic circular de la sala 2 (possiblement l'arxiu de la vil·la)
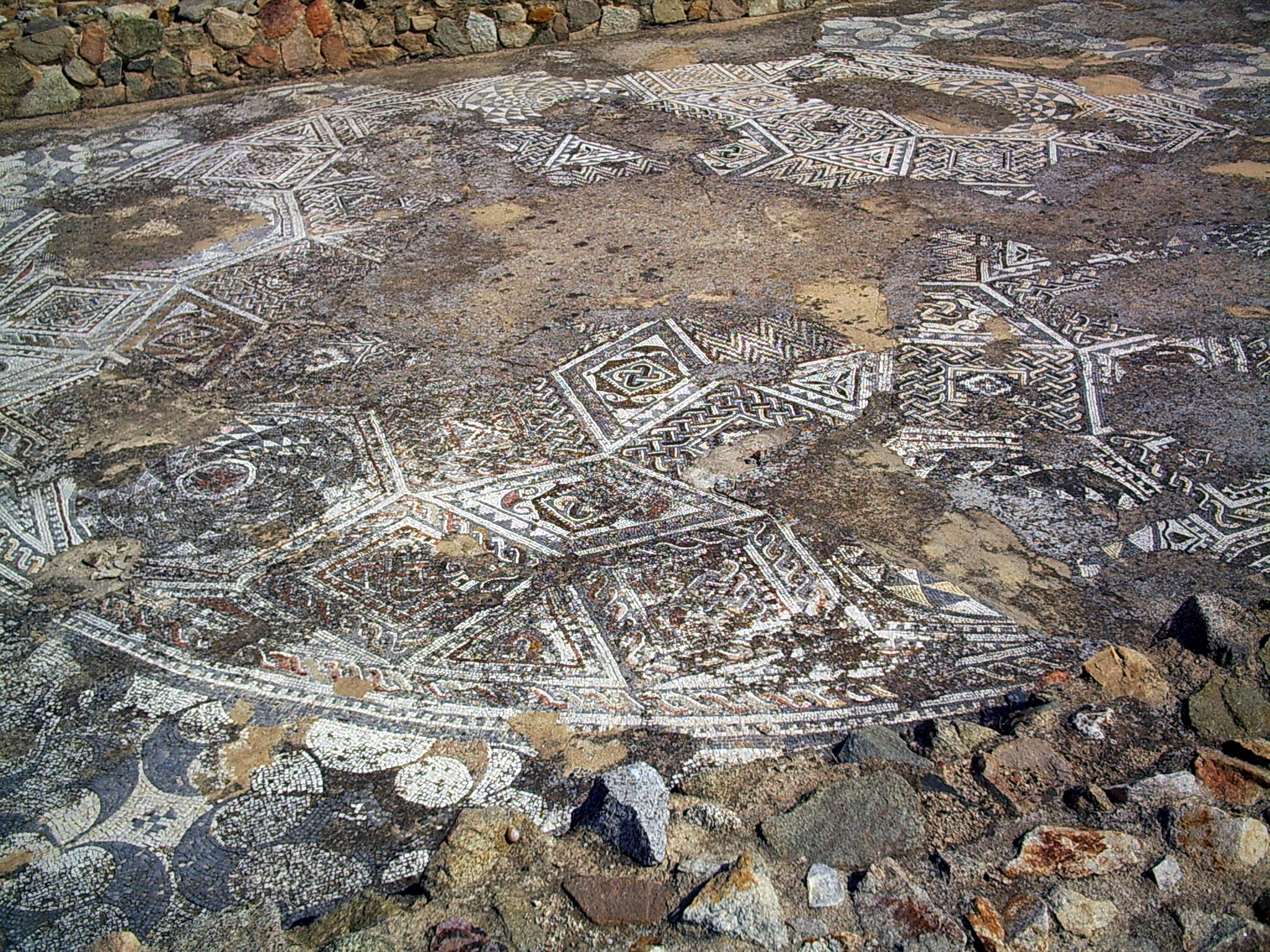
Mosaic circular de la sala 2
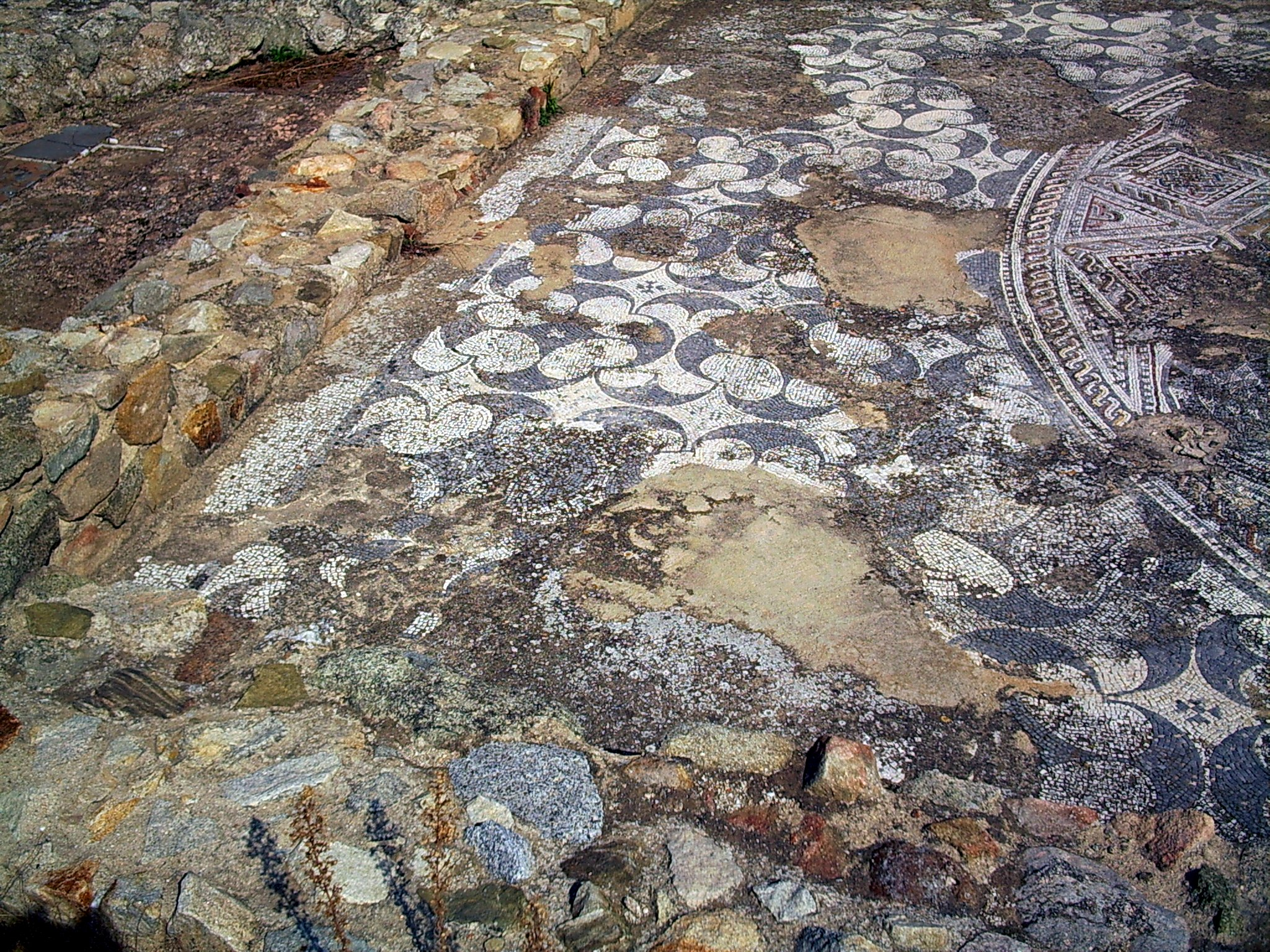
Detall del mosaic circular de la sala 2 (possiblement l'arxiu de la vil·la)
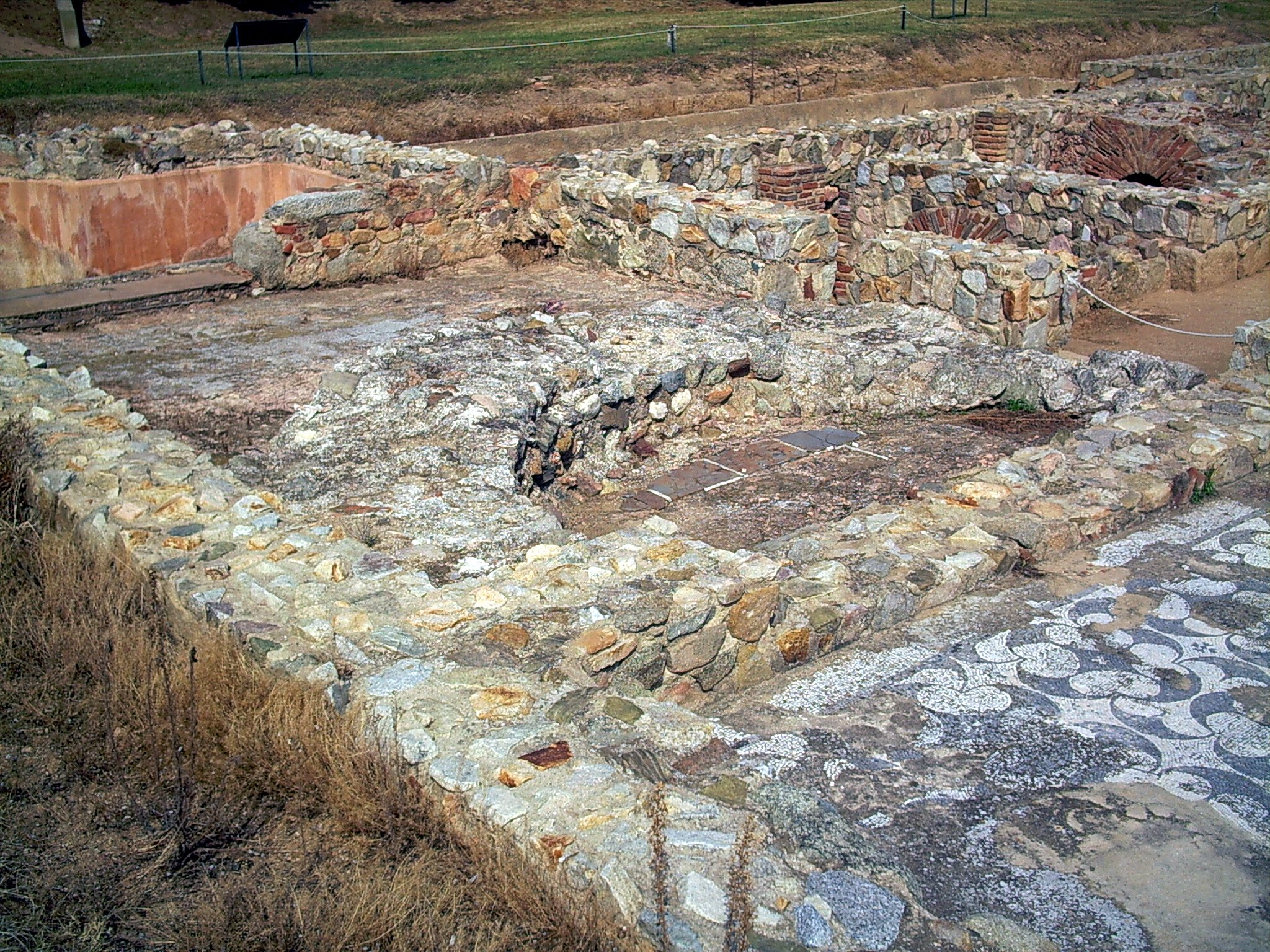
Detall de la sala 2, amb l'absis de la basílica paleo-cristina (segle iv) (en segon pla els banys)
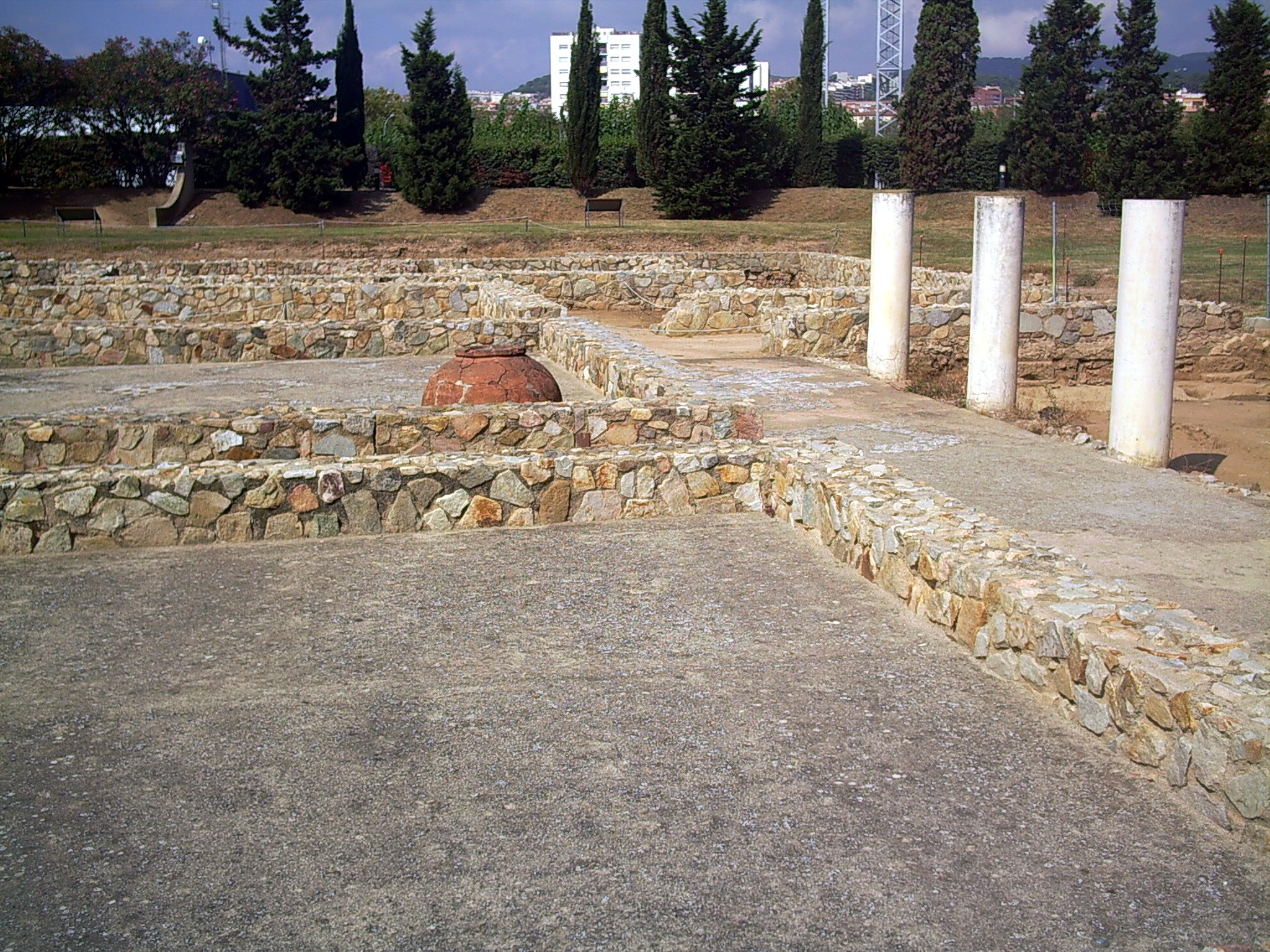
Sala 5 (a mà dreta el porxo o perystilum)
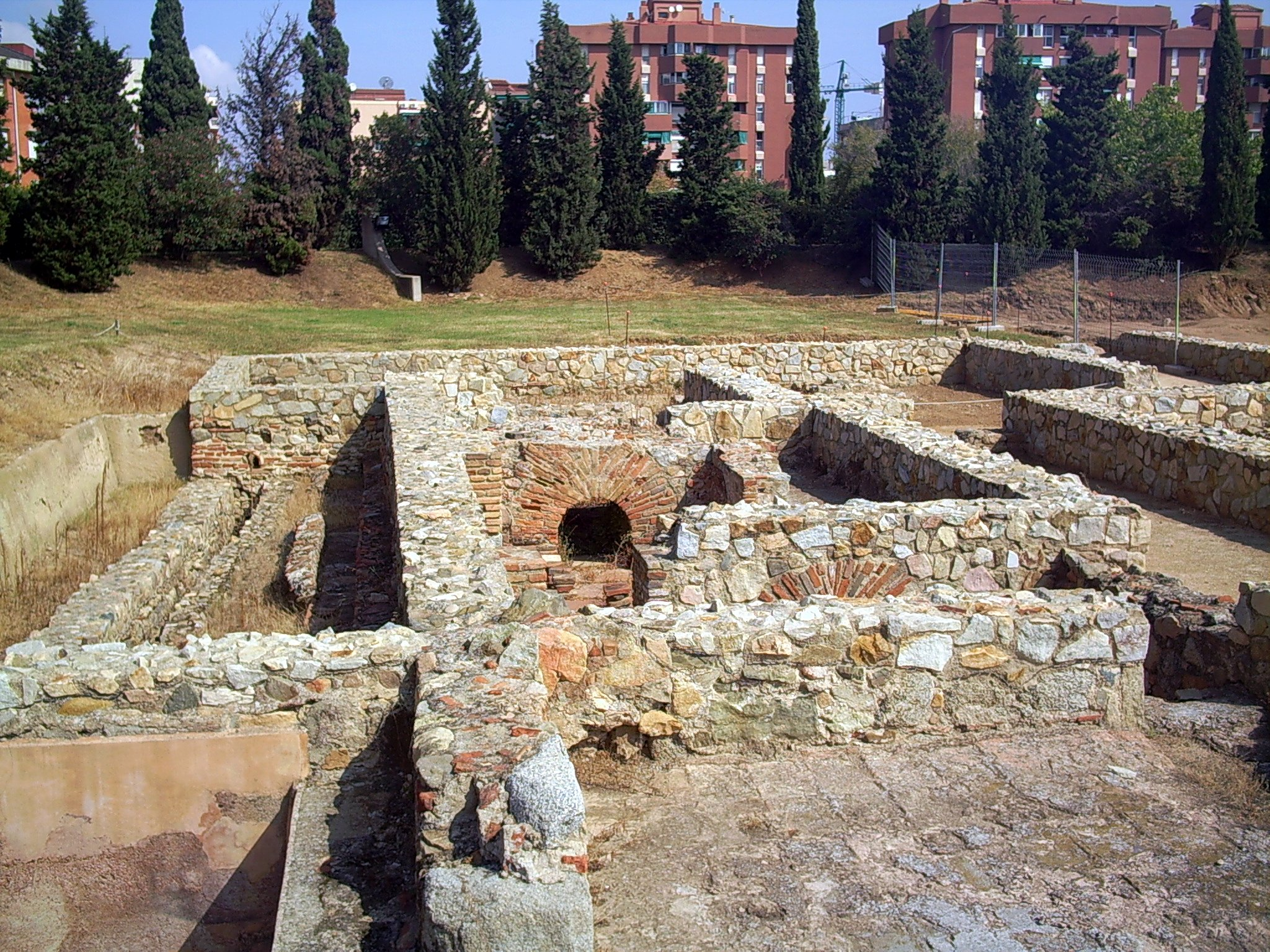
Forn dels banys calents o caldarium, l'arc de maons
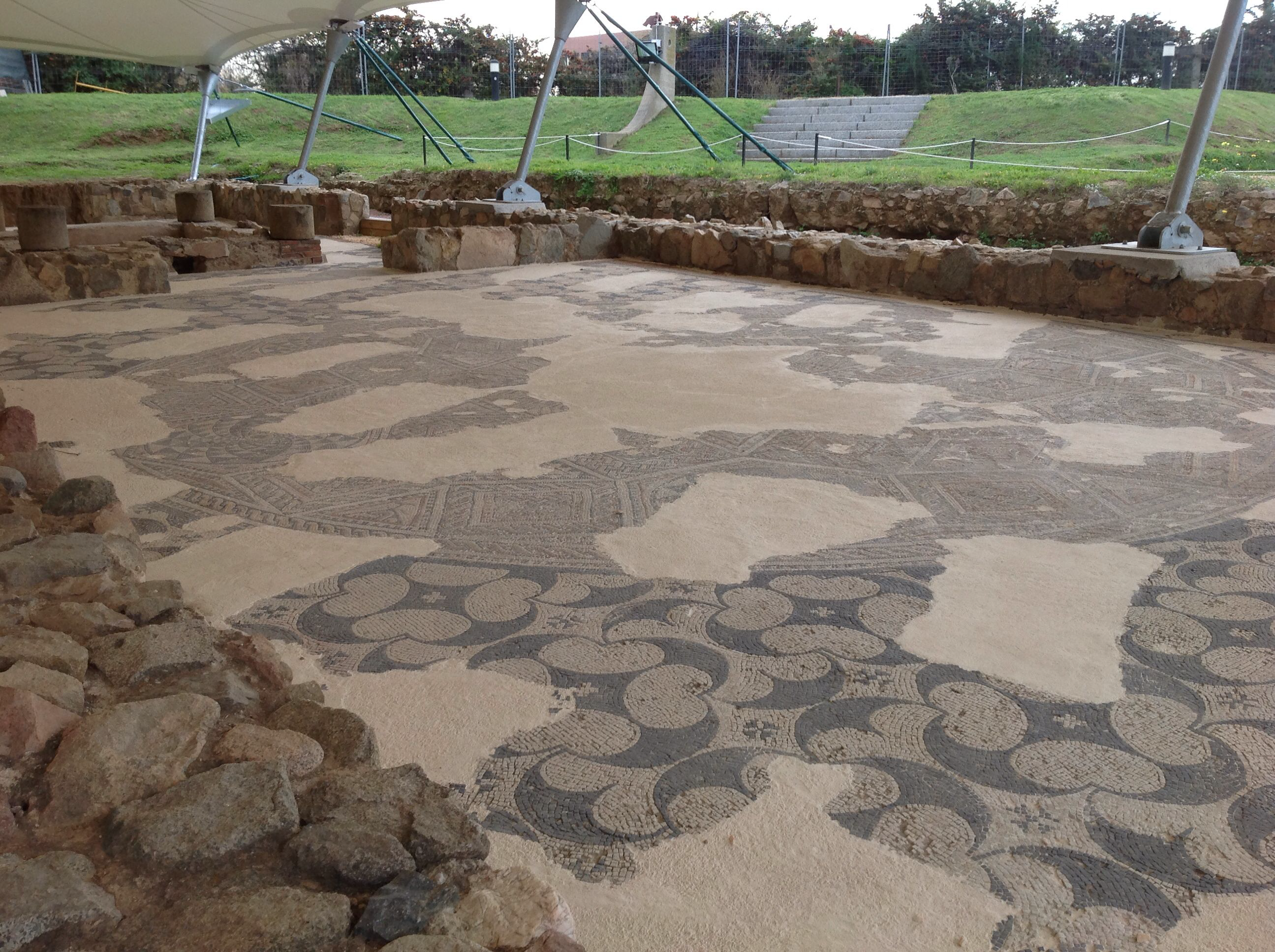
Mosaic circular actualment sota la carpa.

#### Aula 2.Triclinium
Una segona estança, al costat nord de l'atri, va ser identificada com el triclinium. El seu mosaic, molt fragmentat, consta d'una roda de 3,20 metres de diàmetre que tanca un seguit de daus en perspectiva que augmenten de mida a mesura que s'allunyen del centre. Al centre de la roda, hi ha un petit cercle amb un octògon formant una estrella.

### Banys

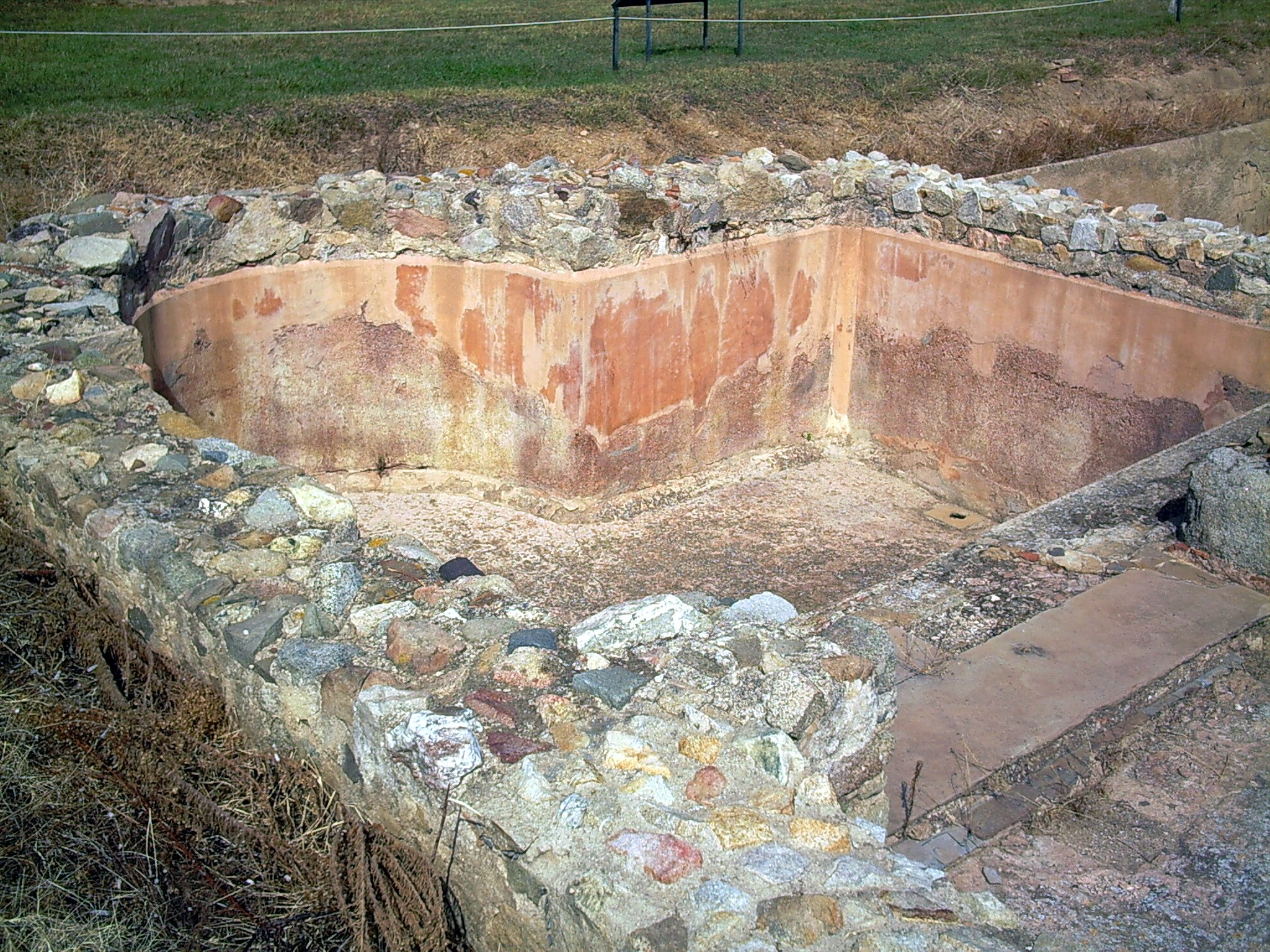
Banys freds (frigidarium)
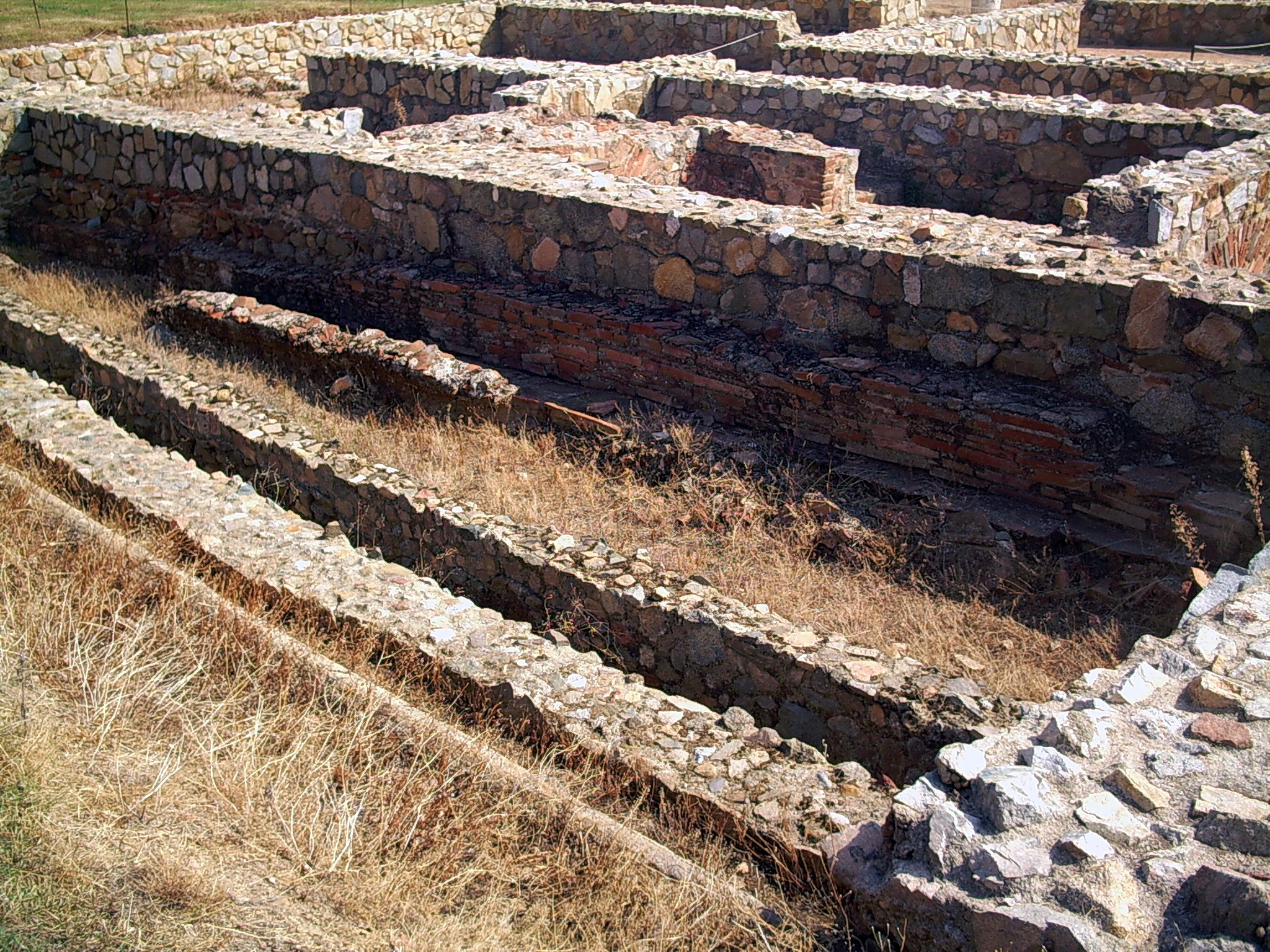
Banys tebis (tepidarium) i calents (caldarium)

Les estances de la vil·la destinades als banys reproduïen, a una escala reduïda, uns banys públics. Els banys (balneae) disposaven de tres zones: la zona calenta o caldarium, la zona tèbia o tepidarium i la zona freda o frigidarium. A Torre Llauder, les tres estances destinades al bany es trobaven comunicades linealment.
S'ubicaven al costat de les latrines per aprofitar les clavegueres i al costat de la cuina per aprofitar l'escalfor dels forns, i així escalfaven la resta de la zona residencial. De la mateixa manera, un passadís permetia l'accés al bany des del peristil, espai on es duien a terme exercicis gimnàstics.

#### Frigidarium
La piscina més gran del conjunt s'ha documentat com a piscina d'aigua freda, o frigidarium. Amb una superfície de 33 m², estava impermeabilitzada i una sortida a la banda est permetia l'evacuació d'aigües a un clavegueram que desembocava al proper torrent de la Gatassa.
La decoració de l'estança consistia en un mosaic de plaques rectangulars de pissarra negra rivetejada per tires de marbre de color blanc. Excavada a un metre sota el nivell del paviment, s'hi accedia mitjançant dos graons de marbre.

#### CaldariumiTepidarium
L'hipocaust era el sistema de calefacció mitjançant el qual es podia escalfar aigua per a les sales, tant d'aigua tèbia com d'aigua calenta, així com vapor d'aigua per a la calefacció d'altres sales del complex, a les quals hi accedia mitjançant tubs de ceràmica inserits a les parets de les estances.

### Latrines
Les latrines (letrinae) es troben disposades al costat dels banys. Eren comunitàries i disposaven d'un rentamans. Amb una superfície de 19 m², tenien espai per a unes deu persones en total. Es desconeix de quin material eren originàriament les latrines en aquesta vil·la, les actuals són una reconstrucció en marbre.
Es troben just a sobre del clavegueram que comunica amb el frigidarium i desguassa l'aigua residual en un torrent proper.

### Porxo
El porxo o peristil (peristylum) separava la zona residencial del pati enjardinat que proporcionava una zona verda privada, en el qual continuen actualment els treballs arqueològics.

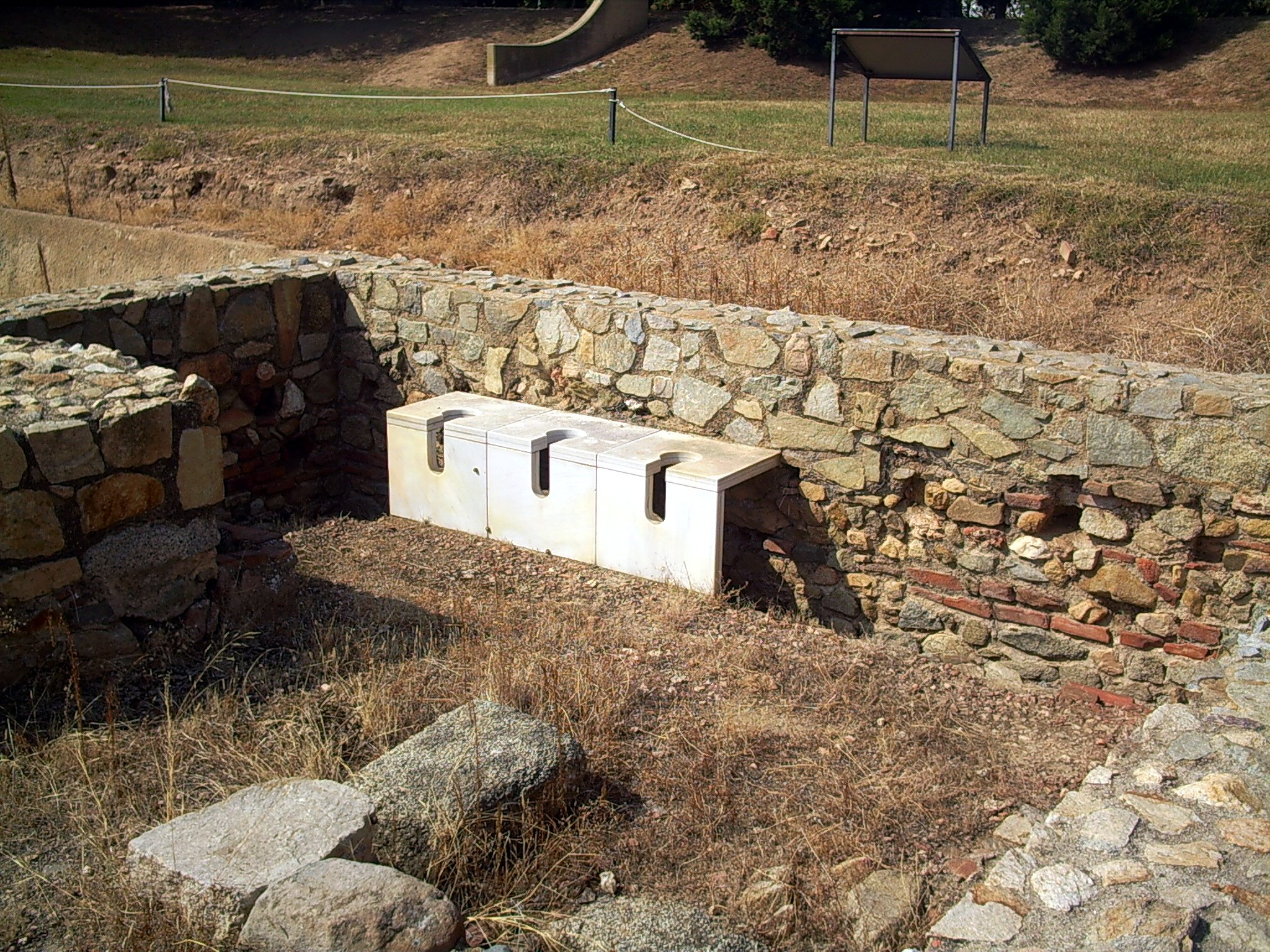
Latrines (letrinae)
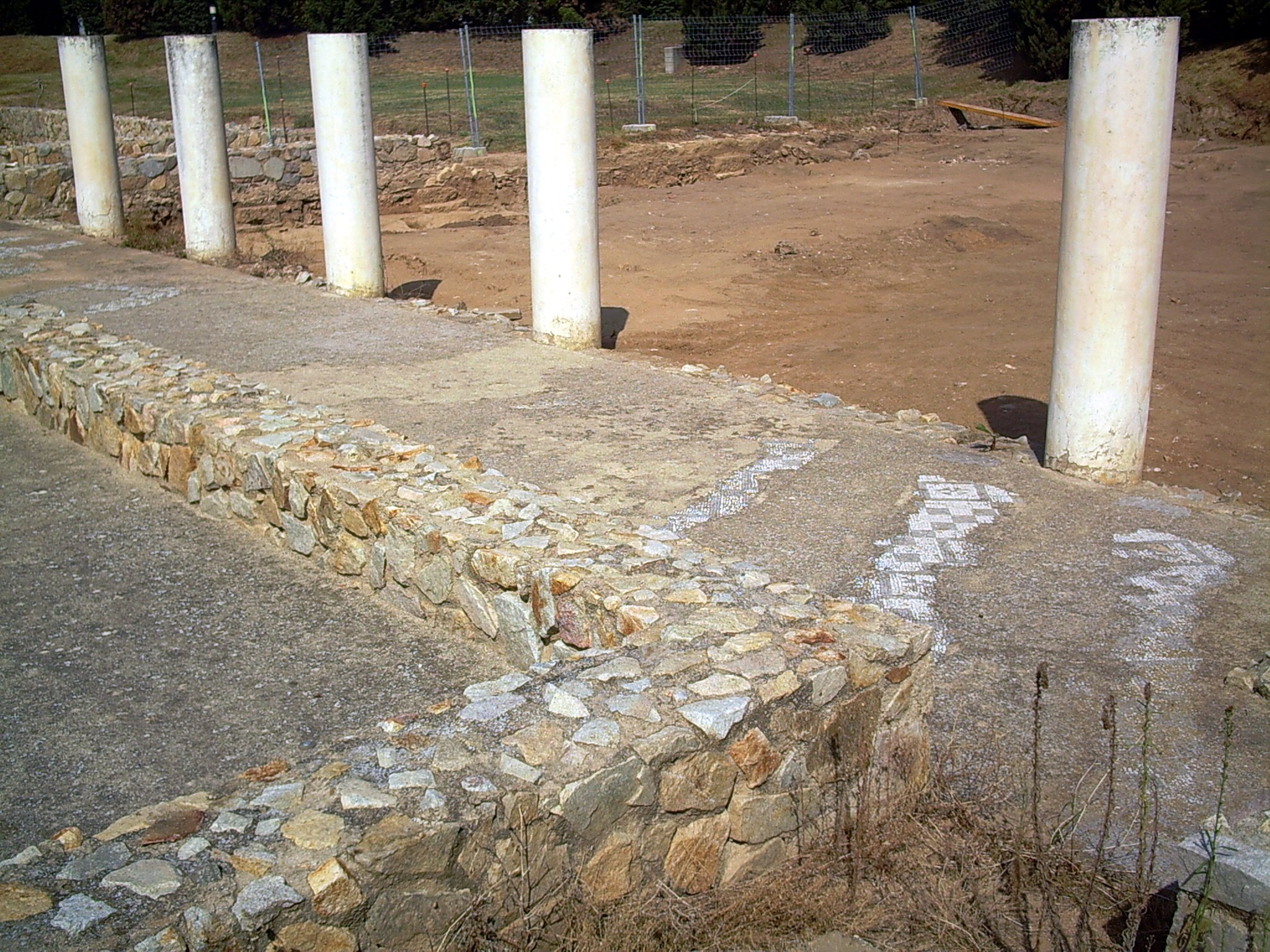
Porxo o peristil (peristylum)

## Reformes d'època severa
Als inicis del segle iii dC, la vil·la romana de Torre Llauder va assolir el seu moment de màxima plenitud. La rica decoració a base de mosaics i els marbres i estucs pertanyen a aquesta època.

## Reformes d'època tardoromana
En època tardoromana, la vil·la va patir diverses reformes orientades al reaprofitament de determinades estances per tal d'efectuar canvis funcionals. Aquestes reformes comportaren la destrucció d'algunes parts. Així doncs, les estances residencials van ser adequades per a usos industrials i de magatzem.
Únicament el tablinum no canvià de funció tot i que la paret nord sí que va patir reformes quan se'n va ampliar la superfície construint una paret en forma d'absis que comportà la destrucció de part de la zona dels banys. L'ampliació de les aules amb una capçalera en forma d'absis s'inicià al segle ii, tot i que el seu apogeu cal situar-lo al segle iv. Precisament aquesta forma d'absis fou l'element que comportaria que Marià Ribas situés en aquesta habitació les restes d'una basílica paleocristiana datada al segle iv. Paral·lelament a les excavacions, Ribas hi trobà elements litúrgics amb anagrames, i també restes de ceràmica i llantietes amb elements de temàtica cristiana.
Altres espais que van patir reformes són el peristil, en el qual les columnes van ser desmuntades i se'n tapià la zona porxada de la cara nord. Paral·lelament, es va construir un dipòsit en una part del porxo. Per la seva banda, la sala 3 es va desmantellar per tal de construir-hi dipòsits i estructures que podrien haver estat la base d'algun tipus de maquinària. A més, la sala del triclini es va desmantellar i s'hi va ubicar un magatzem semienterrat de dolis, fet que comportà la destrucció de gran part del mosaic original.
La troballa de restes de runa al peristil, datades del pas del segle iv al v, indiquen el final d'una fase de la vil·la que va ser reconvertida en establiment d'ús industrial amb reaprofitament de gran part de les estances existents.

## Altres troballes
A sota de les habitacions s'ha trobat quatre forns de ceràmica, de la segona meitat del segle i aC, on es devien fabricar les àmfores per vendre el vi que es produïa a la propietat.
A la vil·la també s'hi han trobat part de tres escultures i una llosa amb inscripcions referents a Caius Marius Aemilianus, propietari de la vil·la i llànties, entre altres objectes, que es troben al Museu de Mataró, i també se n'han perdut molts que estan descrits en diverses obres, amb anterioritat al tancat del clos.

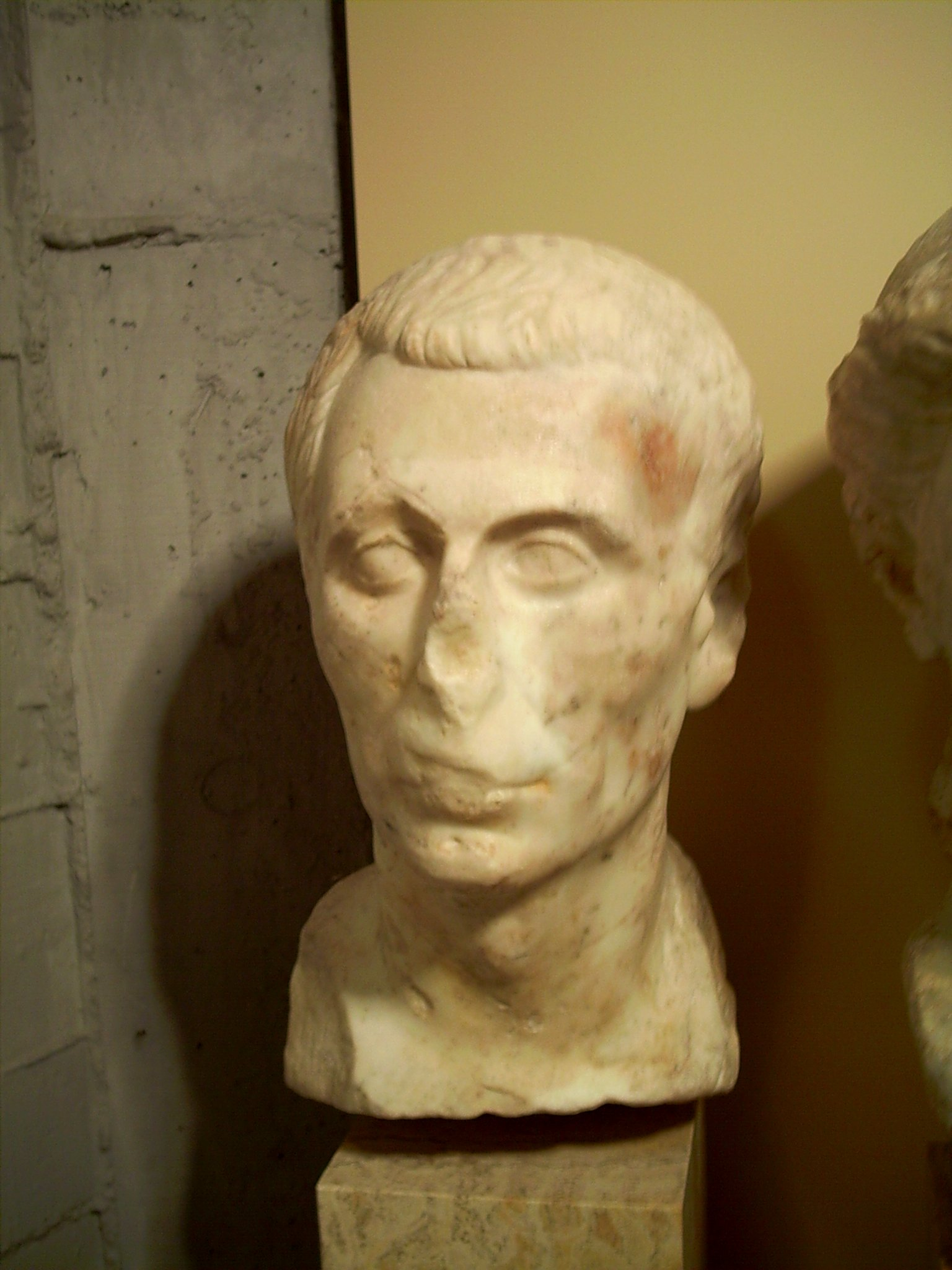
Testa de personatge romà, marbre esculpit, (segle i-ii-iii)
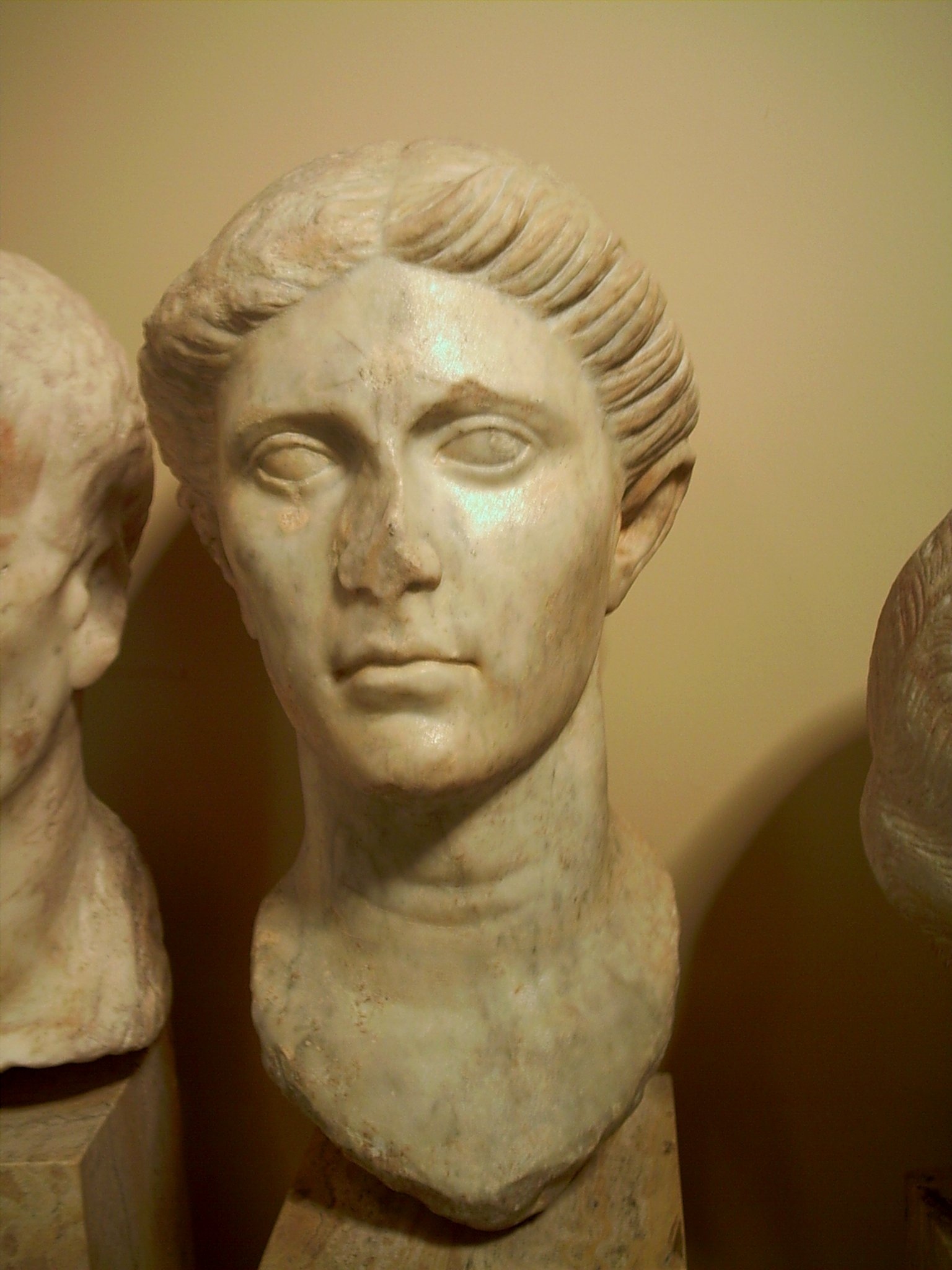
Testa de personatge romà, marbre esculpit, (segles i-ii)
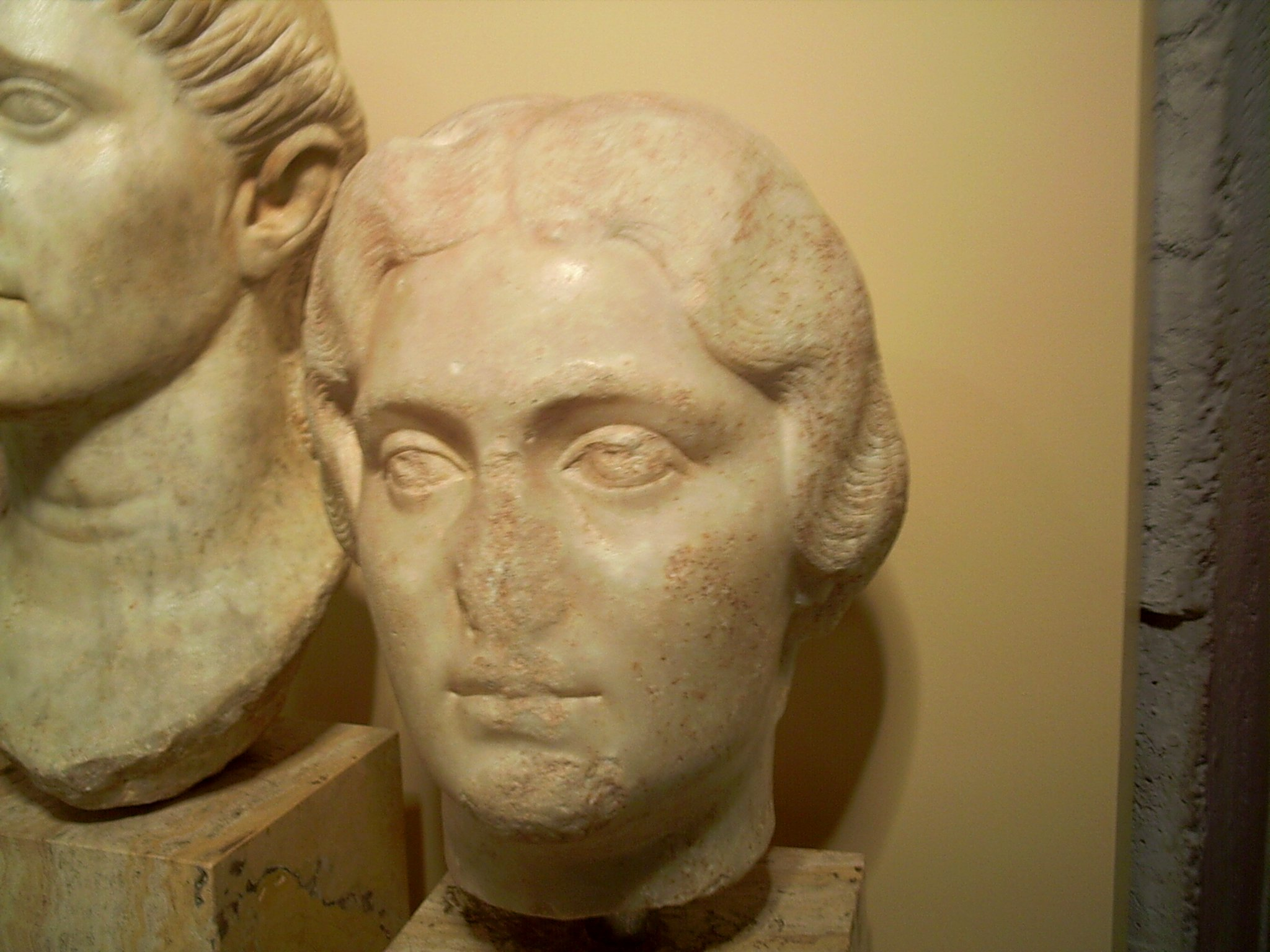
Testa de personatge romà, marbre esculpit, (segles i-ii)
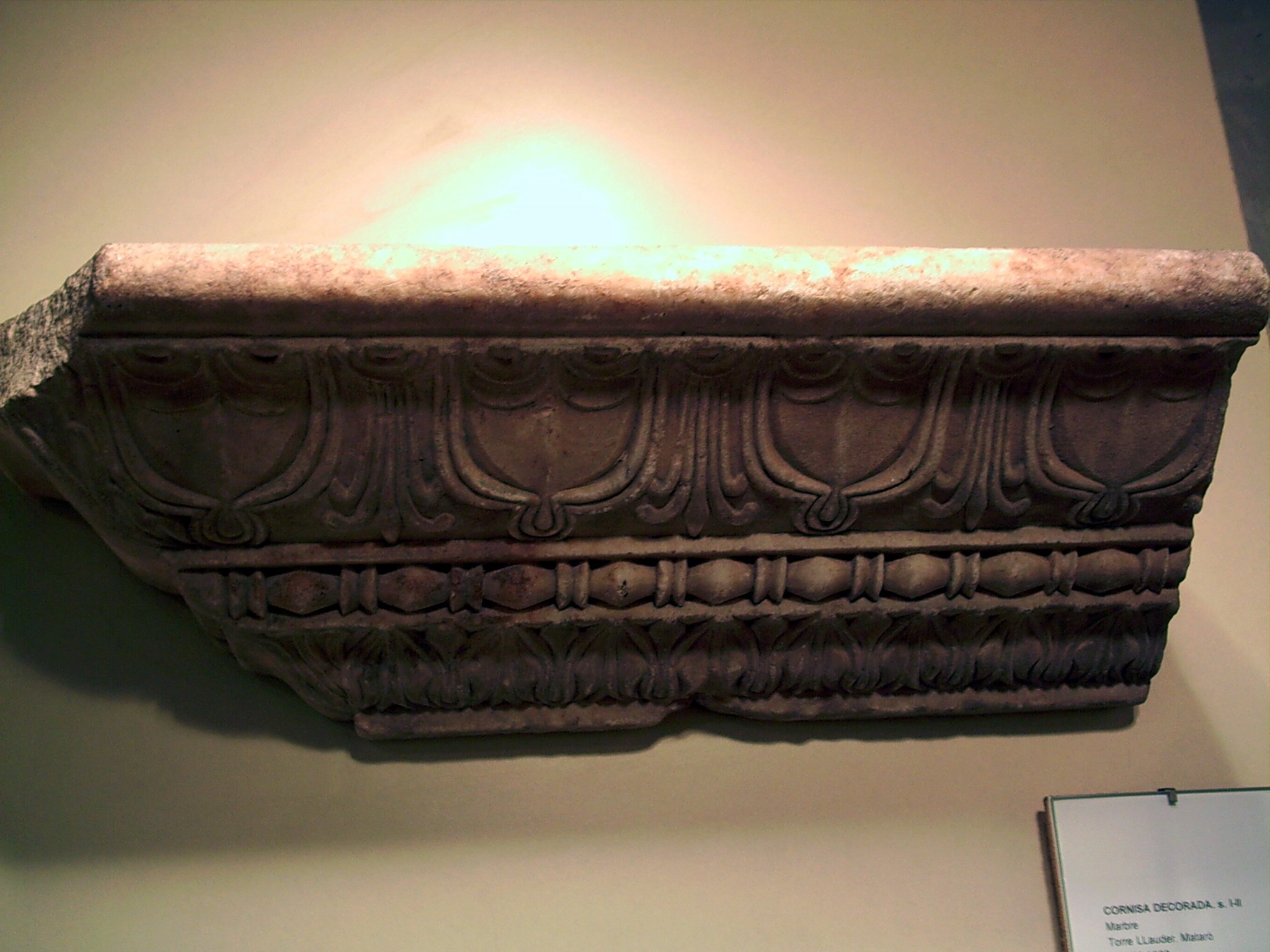
Cornisa de marbre, (i-ii)
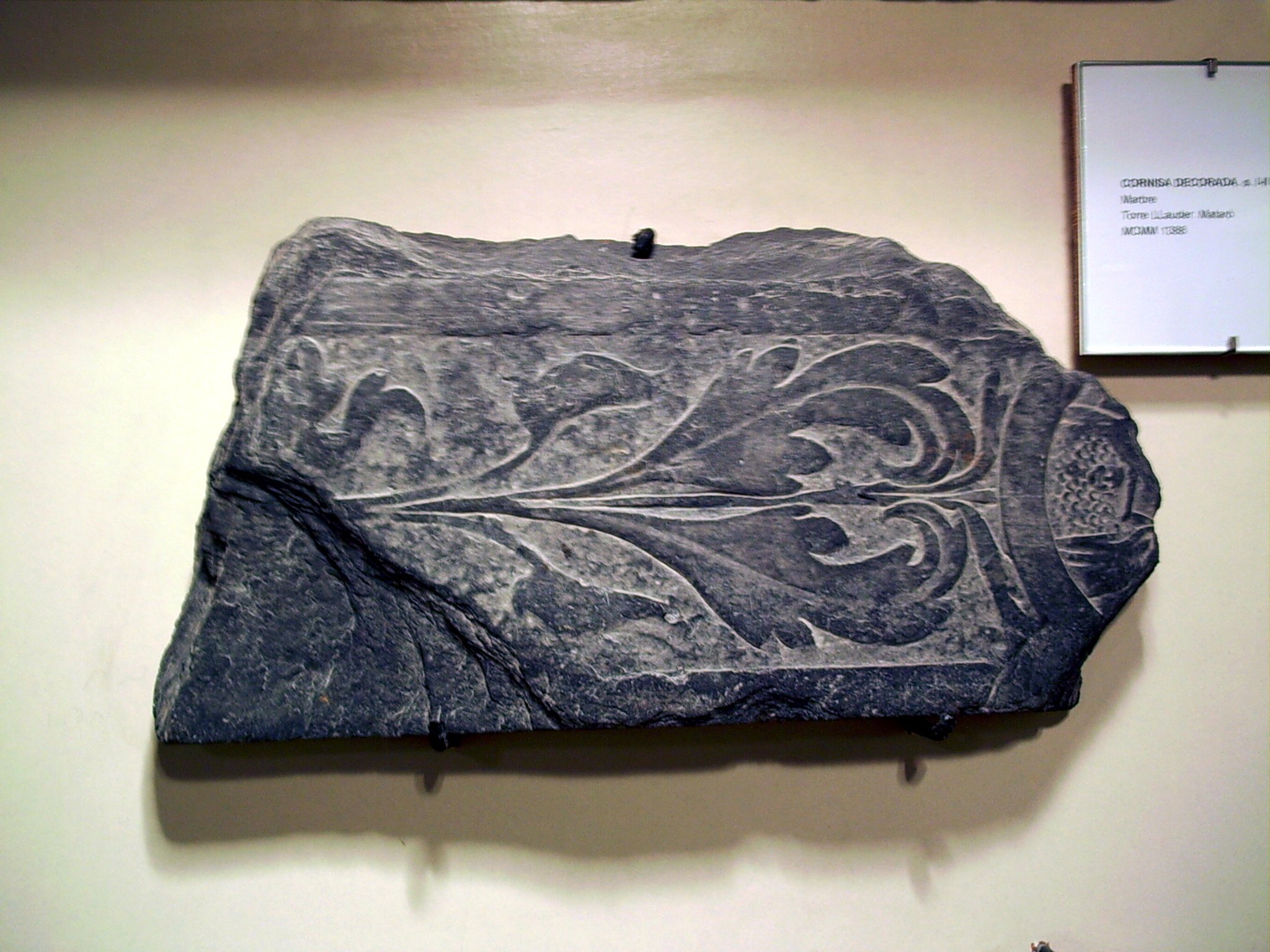
Relleu floral
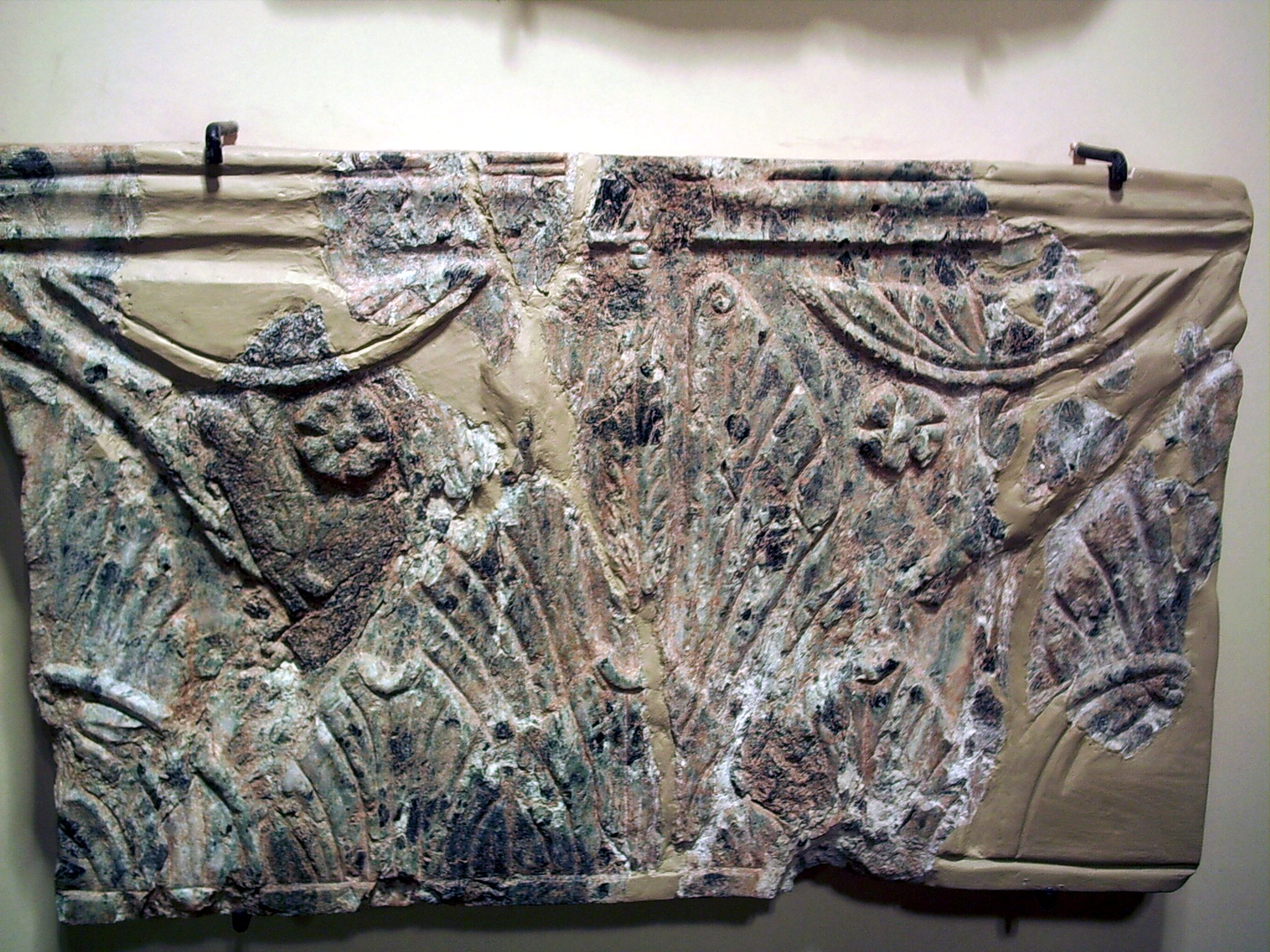
Relleu floral

## Situació

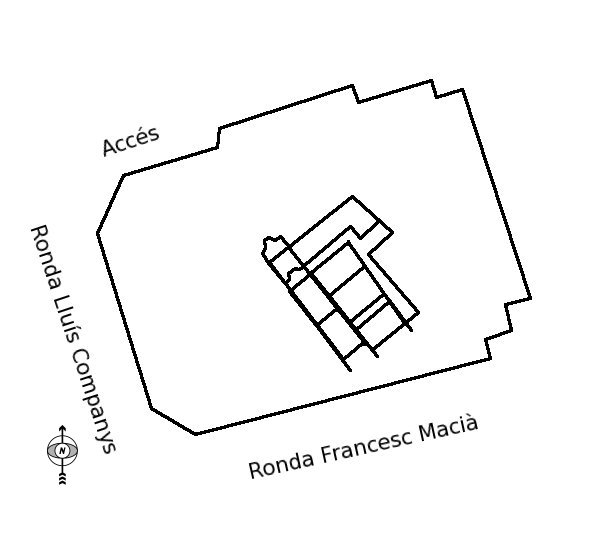
Situació en un plànol de la vil·la romana de Can Llauder

El jaciment es troba al pla d'en Boet, a Mataró (el Maresme), a la confluència de la ronda del President Lluís Companys, i la ronda del President Macià. Es troba elevada sobre el nivell dels terrenys que l'envolten, ja que aquests van ser rebaixats en ser urbanitzats. El clos actual va ser construït l'any 1980. Vist des de fora, pot semblar un estadi, a causa del fet que els murs exteriors formen grades, i l'accés es troba a la part posterior.

## Protecció i adequació del jaciment
En el marc de l'inici de les excavacions arqueològiques dutes a terme per Marià Ribas l'any 1961, l'ajuntament de Mataró va adquirir una superfície de 500 m² amb la voluntat de preservar una part del jaciment i ubicar-hi un museu arqueològic. Les excavacions van continuar posant en relleu les restes en posteriors campanyes els anys 1963 i 1969.
L'any 1964 s'acordà la protecció del jaciment quan va ser declarat a Monumento Histórico Artístico de Interés Nacional, acord que es va fer públic al BOE l'any següent. Ara bé, la protecció legal no va poder evitar que amb el pla urbanístic del polígon de Torre Llauder, iniciat als anys 1970, es destruís una gran part del jaciment i s'enderroqués la masia. De la Torre Llauder només se'n conserva l'escut d'armes, visible a l'escala d'accés al jaciment. Els entorns de la zona protegida van ser rebaixats i el jaciment arqueològic va quedar isolat al damunt d'un turó. Durant uns anys, va restar en un deplorable estat de conservació, sense tancament ni protecció, fet que en va propiciar la degradació i l'espoli.
L'any 1978, l'Ajuntament de Mataró, amb finançament del Ministeri d'Obres Públiques, va iniciar les obres de construcció d'un recinte arquitectònic, obra de Lluís Gelpí, que tanqués completament l'accés al jaciment. Aquest recinte, conegut com a Clos Arqueològic de Torre Llauder, es va inaugurar el 26 de maig de 1980.
Un cop construït el Clos Arqueològic, es van dur a terme diverses actuacions de consolidació dels elements que havien estat excavats amb anterioritat: entre els anys 1982 i 1985 es van restaurar els mosaics descoberts als anys 60. També es van excavar els nivells inferiors d'algunes de les dependències. La definició de les cronologies de cadascuna de les etapes constructives que s'han proposat per a la vil·la, es van formular en les excavacions dutes a terme als anys 1080.
Entre els anys 2009 i 2012, s'han dut a terme diverses actuacions sobre el jaciment i la rodalia del Clos Arqueològic, ja sigui efectuant campanyes arqueològiques, com les fetes entre els anys 2006 i 2011, o actuant directament sobre la conservació i restauració dels paviments que conformen la vil·la. A més, es va ampliar la zona protegida com a BCIN, que actualment inclou una important part de terreny conegut com a la Pollancreda.
Aquestes tasques, previstes al Pla Director del jaciment arqueològic de la vil·la romana de Torre Llauder (2008), incloïen, a més, la museïtzació del recinte. Des d'abril del 2010, una carpa protegeix el jaciment i ajuda a mantenir en bon estat de conservació les restes de mosaics que es van restaurar poc després de la seva instal·lació.

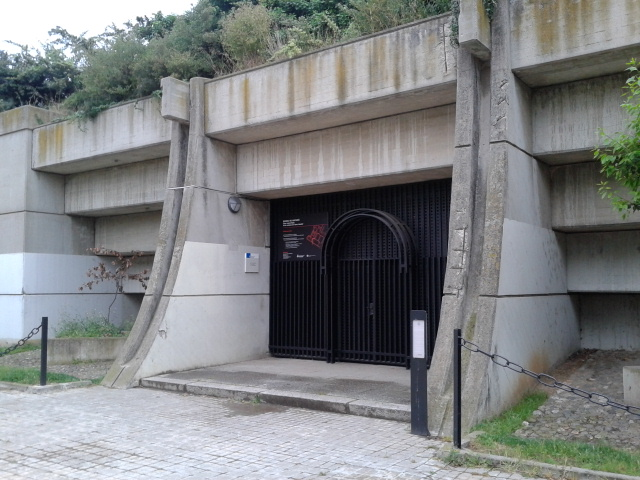
Accés al Clos Arqueològic de Torre Llauder
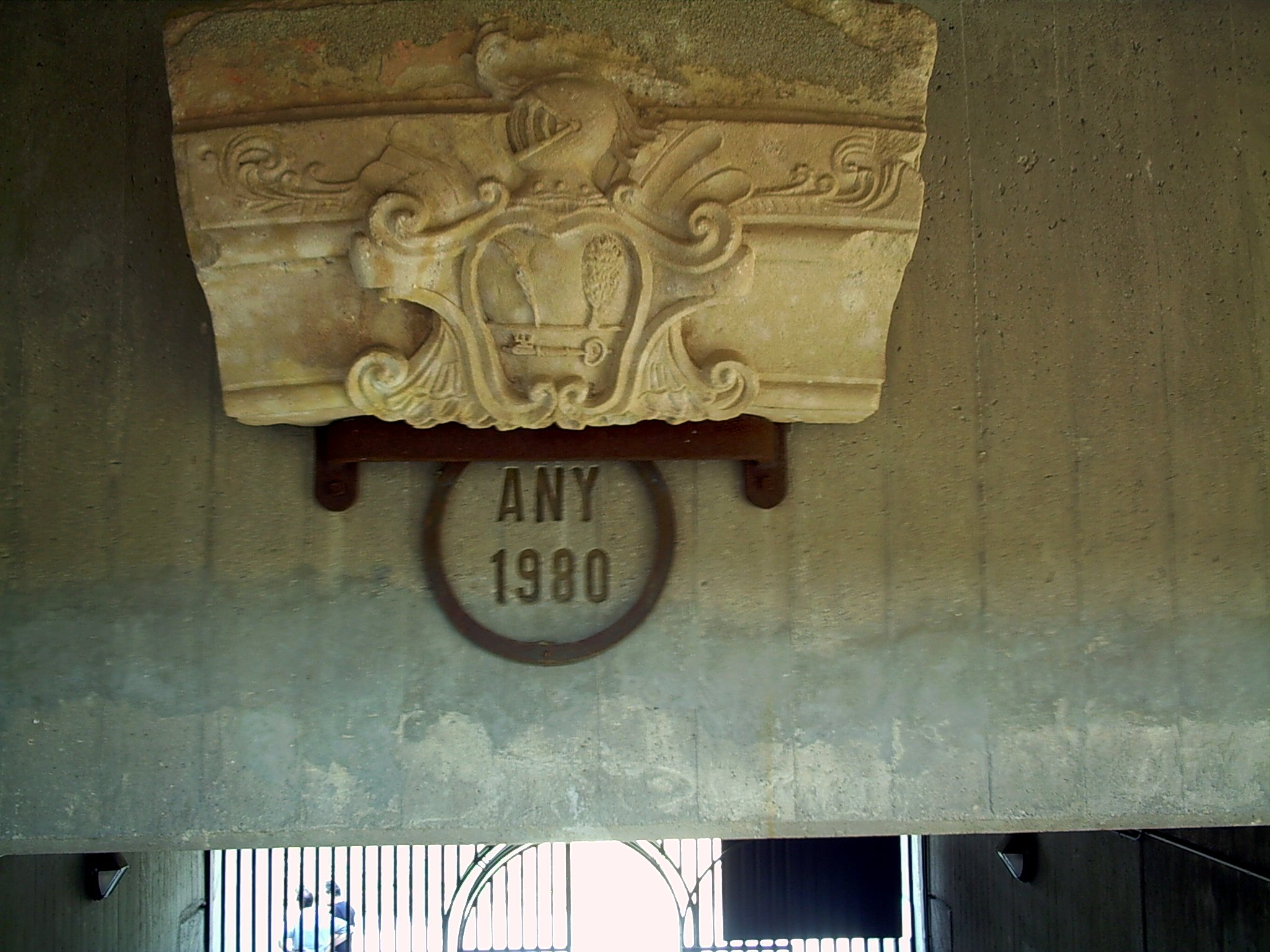
Escut d'armes datat del segle xviii situat a la porta principal de la Torre Llauder, enderrocada el 1970
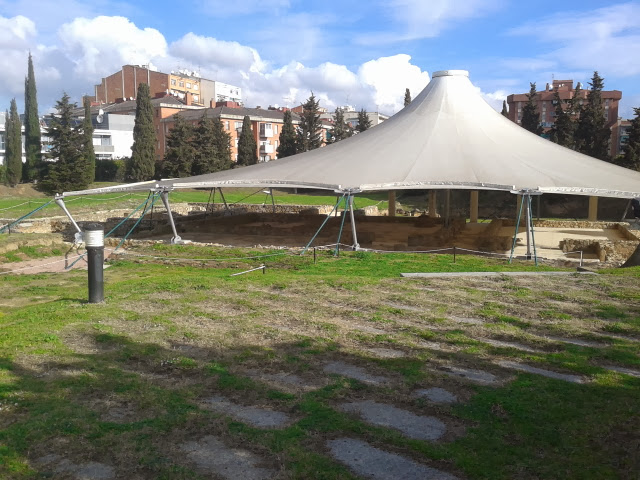
Vista general del jaciment amb la carpa temporal instal·lada l'any 2010.